# کان اورگانجی‌اوغلو
کان اورگانجی‌اوغلو (به ترکی استانبولی: Kaan Urgancıoğlu) بازیگر معروف و محبوب ترکیه می‌باشد. محبوب‌ترین سریال هایی که او در آنها به ایفای نقش پرداخته‌است، سریال عشق سیاه، عشق 101 و قضاوت است.

## زندگی‌نامه
کان اورگانجی‌اوغلو، بازیگر معروف اهل ترکیه، متولد سال ۱۹۸۱ در ترکیه می‌باشد. خانواده کان اورگانجی‌اوغلو، از خانواده‌های مشهور اهل ازمیر هستند. کان یک برادر به نام جان اورگانجی‌اوغلو دارد و پسر عموی وی توفیق اورگانجی‌اوغلو نیز از بازیگران ترکیه‌ای می‌باشد.

### تحصیلات
کان دبیرستان خود را در کالج آمریکایی به اتمام رسانده و همچنین وی فارغ‌التحصیل رشته اقتصاد و سرمایه می‌باشد. او در دوران دانشگاه به بازیگری نیز مشغول بود به همین خاطر چند ترم را به دلیل بازیگری، مرخصی گرفت. همچنین در سال ۲۰۰۸ به آمریکا رفت و در زمینه بازیگری به مدت چهار ماه تعلیم دید.

### بازیگری
استعداد کان در زمینه بازیگری توسط عبدالله اوئوز کشف شد. او در سال ۲۰۰۳، عبداله اغوز کان کارگردان مشهور را به دنیای سریال معرفی کرد. او به سبب اینکه در سوارکاری سررشته داشت، کارگردان تصمیم گرفت در سریال کارا اوغلان از او استفاده کند. سریال (کارا اوغلان) اولین تجربه او در دنیای بازیگری به حساب می‌آید. کان در سال ۲۰۰۸ در سریال (راه عذاب - آزاپ یولو) همراه به بازیگران مشهوری به ایفای نقش پرداخت و در همان سال در مسابقات بازیگری (stella Adler Studio of Acting) در نیویورک به مدت چهار ماه شرکت کرد.
برنده پروانه طلایی بهترین بازیگر مرد برای فیلم قضاوت است.

## فیلم‌شناسی
| سینما     | سینما                     | سینما         | سینما                                  |
| سال       | عنوان                     | نقش           | یادداشت                                |
| --------- | ------------------------- | ------------- | -------------------------------------- |
| ۲۰۰۵      | حلقه چرخش                 |               |                                        |
| ۲۰۰۶      | عشق اول                   | عاریف اگه     |                                        |
| ۲۰۰۷      | آخرین دوره                | اولاش آتیلا   |                                        |
| ۲۰۰۹      | بوشرا                     | تیترک         |                                        |
| ۲۰۱۴      | پادزهر                    | مهمت          |                                        |
| ۲۰۱۵      | جستجوی از راه دور         | تیفون         |                                        |
| ۲۰۱۹      | بارون ۲                   | احسان         | فیلم ازبکستانی                         |
| ۲۰۱۹      | نمی‌تواند واقعی باشد       | مورات         |                                        |
| تلویزیون  |                           |               |                                        |
| سال       | عنوان                     | نقش           | یادداشت                                |
| ۲۰۰۲      | کارااولان                 | کارااولان     |                                        |
| ۲۰۰۳      | کامپوسیستان               | تولگا         |                                        |
| ۲۰۰۴      | سمت اروپایی               |               |                                        |
| ۲۰۰۵      | راه‌اندازی مجدد            | علی           |                                        |
| ۲۰۰۵      | آتش خلیج                  |               |                                        |
| ۲۰۰۵      | شب خاموش                  | آنیل          |                                        |
| ۲۰۰۵      | خیلی دلم برات تنگ شده     | آتش ارتورچ    |                                        |
| ۲۰۰۶      | گلپاره                    |               |                                        |
| ۲۰۰۶      | آه پلیس اینجاست           | نزیح          |                                        |
| ۲۰۰۶      | راه عذاب                  | ییت           |                                        |
| ۲۰۰۷      | زندانی                    | مهمت          |                                        |
| ۲۰۰۸      | درخت لیمو                 | کان           |                                        |
| ۲۰۰۹      | جدایی                     | دنیز          |                                        |
| ۲۰۱۰      | خانواده عزیزم             | طلعت          |                                        |
| ۲۰۱۰      | چنگ زدن                   | اومیت         |                                        |
| ۲۰۱۱      | زندگی به اندازه کافی نیست | ارن           |                                        |
| ۲۰۱۱      | لیلا و مجنون              | برکجان        |                                        |
| ۲۰۱۲      | برادران دشمن              | مهمت          |                                        |
| ۲۰۱۲      | پایان                     | تیفون         |                                        |
| ۲۰۱۲      | داستان‌های عجیب و غریب     | آلپر          |                                        |
| ۲۰۱۳      | عشق                       | جان           |                                        |
| ۲۰۱۵      | فیلینتا                   | اتو پتروویچ   |                                        |
| ۲۰۱۵–۲۰۱۷ | عشق سیاه                  | امیر کوزجوغلو |                                        |
| ۲۰۱۸      | جک رایان                  | دنیز          | سریال آمریکایی در آمازون پرایم، ۲ قسمت |
| ۲۰۲۰      | عشق ۱۰۱                   | کمال          | سری اصلی نتفلیکس                       |
| ۲۰۲۱      | قضاوت                     | ایلگاز کایا   | کانال د                                |